# 橋本恕
橋本 恕（はしもと ひろし、1926年〈大正15年〉4月7日 - 2014年〈平成26年〉4月6日）は、日本の外交官、駐中華人民共和国特命全権大使を歴任。徳島県鳴門市出身。位階は従三位。

## 略歴
- 1953年：旧制高知高等学校を経て東京大学法学部卒業後、外務省入省
- 1953年：英語研修（在米国）
- 1955年：在パキスタン大使館
- 1958年：アジア局中国課
- 1962年：在スイス大使館
- 1965年：在ハンガリー大使館
- 1966年：アジア局中国課首席事務官
- 1968年：アジア局中国課長。1972年に日中国交正常化交渉を担当。
- 1973年：在中華人民共和国大使館参事官
- 1974年：在連合王国大使館参事官兼ロンドン総領事
- 1977年：大臣官房領事移住部外務参事官
- 1980年：大臣官房審議官
- 1981年：情報文化局長
- 1983年：アジア局長
- 1984年：駐シンガポール大使
- 1987年：駐エジプト大使
- 1989年：駐中国大使（1992年：天皇訪中）
- 1993年：退官
- 2014年4月6日午前0時53分、老衰のため東京都港区の病院で死去。87歳没[1]。

- 退官後はヤオハンインターナショナル取締役、神戸製鋼所特別顧問などを務めた。

## 同期
- 波多野敬雄（学習院長、国連大使）
- 井口武夫（東海大教授、駐ニュージーランド大使）
- 北村汎（外務審議官）
- 羽澄光彦（中南米局長）
- 加藤吉弥（駐ベルギー大使、欧亜局長）
- 茂木良三（駐ハンガリー大使）